# Vehmasjärvi
Vehmasjärvi är en sjö i kommunen Suonenjoki i landskapet Norra Savolax i Finland. Den är 30,4 meter djup. Arean är 47 hektar och strandlinjen är 5,16 kilometer lång. Sjön  ingår i Kymmene älvs huvudavrinningsområde.   Den ligger omkring 34 kilometer sydväst om Kuopio och omkring 300 kilometer norr om Helsingfors. 